# August Maria Knoll
August Maria Knoll (* 5. September 1900 in Wien; † 24. Dezember 1963 ebenda) war ein österreichischer Jurist, Soziologe und katholischer Sozialreformer. 

## Leben
August Maria Knoll studierte in Wien und wurde dort Mitglied der Maximiliana Wien im KÖL und der KÖStV Nibelungia Wien im ÖCV.
Knoll wurde 1931 mit der staatswissenschaftlichen Arbeit Karl Vogelsang und der Ständegedanke an der Universität Wien promoviert. Er wurde 1932 Privatsekretär von Ignaz Seipel. 1934 habilitierte er sich bei Othmar Spann mit der Schrift Der Zins in der Scholastik. Knoll war zunächst als Privatdozent an der Juridischen Fakultät der Universität Wien und als Chefredakteur der Wochenschrift Arbeiter-Sonntag tätig. In den Jahren 1934 bis 1938 war er Chefredakteur der Wiener Tageszeitung Das Kleine Blatt. Publizistisch war er auch für die Wiener Zeitung tätig.
Während der Zeit der Nationalsozialisten wurde er in den Jahren 1938 bis 1945 mit einem Berufsverbot belegt und war während der Jahre 1940 bis 1943 Privatbibliothekar.
Nach dem Ende des Zweiten Weltkrieges erhielt 1946 August Maria Knoll einen Ruf als a.o. Universitätsprofessor für Religionssoziologe an die Universität Wien und ab 1950 als Ordinarius für Soziologie, wo der spätere Sozialphilosoph Norbert Leser zu seinen Schülern zählte. Im Jahr 1953 gründete er gemeinsam mit Karl Kummer das Institut für Sozialpolitik und Sozialreform, welches heute den Namen Dr. Karl-Kummer-Institut für Sozialreform, Wirtschafts- und Sozialpolitik trägt.
August Maria Knoll war zusammen mit Ernst Karl Winter, Alfred Missong, Hans Karl von Zessner-Spitzenberg und Wilhelm Schmidt, die alle in verschiedenen katholischen Verbindungen korporiert waren, gemeinsam jedoch Mitglieder der Landsmannschaft Maximiliana waren, in den 1920er Jahren Begründer der Österreichischen Aktion, die sich mit paneuropäischen Theorien beschäftigten.
Am 11. Februar 1963 war August Maria Knoll zusammen mit Ludwig Jedlicka, Paul Schärf und Herbert Steiner Mitbegründer des Dokumentationsarchivs des österreichischen Widerstandes (DÖW) und deren Präsident. Er wurde am Friedhof Rodaun bestattet.

## Zitate
- „Der Nationalsozialismus ist jene Bewegung, die das preußische Schwert der österreichischen Narretei zur Verfügung gestellt hat.“

## Schriften (Auswahl)
- Der soziale Gedanke im modernen Katholizismus. Rheinhold-Verlag, Leipzig.
- Schriftenreihe des Institutes für Sozialpolitik und Sozialreform. Verein für Sozial- und Wirtschaftspolitik Wien.
- Die österreichische Aktion. Programmatische Studien. Wien 1927.
- Kardinal Fr. G. Piffl und der österreichische Episkopat zu sozialen und kulturellen Fragen, 1913–1932. Quellensammlung. Rheinhold-Verlag, Leipzig 1932.
- Das Ringen um die berufsständische Ordnung in Österreich. Österreichischer Heimatdienst, 1933.
- Der Zins in der Scholastik. Tyrolia, München 1933.
- Von Seipel zu Dollfuß. Manz, Wien 1934.
- Ziel und Glaube. Der Weg einer Generation. Wien 1936.
- Das Kapitalismus-Problem in der modernen Soziologie. Herold, Wien 1953.
- Katholische Gesellschaftslehre. Zwischen Glaube und Wissenschaft. Europa Verlag, Zürich 1966.
- Katholische Kirche und scholastisches Naturrecht. Zur Frage der Freiheit. Luchterhand, Neuwied 1968.
- Glaube zwischen Herrschaftsordnung und Heilserwartung. Studien zur politischen Theologie und Religionssoziologie. Böhlau, Köln 1996, ISBN 3-205-98605-9.